# Königreich Sardinien
|  | Dieser Artikel oder Abschnitt wurde wegen inhaltlicher Mängel auf der Qualitätssicherungsseite der Redaktion Geschichte eingetragen (dort auch Hinweise zur Abarbeitung dieses Wartungsbausteins). Dies geschieht, um die Qualität der Artikel im Themengebiet Geschichte auf ein akzeptables Niveau zu bringen. Dabei werden Artikel gelöscht, die nicht signifikant verbessert werden können. Bitte hilf mit, die Mängel dieses Artikels zu beseitigen, und beteilige dich bitte an der Diskussion! |

Königreich Sardinien (spanisch: Reino de Cerdeña, italienisch: Regno di Sardegna, französisch: Royaume de Sardaigne, sardisch: Rennu de Sardigna, katalanisch: Regne de Sardenya) war die Bezeichnung für ein die Insel Sardinien umfassendes Königreich, das vom Hochmittelalter bis 1861 (titular bis 1946) existierte. Während des Großteils dieser Zeit war „König von Sardinien“ allerdings lediglich ein von ausländischen Herrschern getragener Titel; ein geeintes, eigenständiges Staatswesen mit einer Hauptstadt auf der Insel existierte zu keinem Zeitpunkt.
1720 fiel Sardinien, nachdem es jahrhundertelang ein Vizekönigreich Spaniens gewesen war, an den Herzog von Savoyen, der daraufhin den höherrangigen sardischen Königstitel annahm, womit das eigenständige „Königreich Sardinien“ entstand. Das eigentliche Zentrum des neuen Staates und Residenz seiner Herrscher war aber Turin im Piemont, und außer ihrer Rolle als Namensgeberin besaß die abgelegene und dünn besiedelte Insel im Königreich keine nennenswerte Bedeutung. Aus diesem Grund wird der Staat oftmals als Sardinien-Piemont oder Piemont-Sardinien bezeichnet, was aber zu keinem Zeitpunkt eine offizielle Bezeichnung war. Aus dem Königreich Sardinien ging als Folge des Risorgimento 1861 das Königreich Italien hervor.

## Geschichte
Sardinien erhielt seinen Status als Königreich, als Kaiser Friedrich II. 1239 seinen illegitimen Sohn Enzio zum „König von Sardinien“ ausrief. Nach der Gefangennahme Enzios 1249 wurde die Insel zwischen Genua und Pisa aufgeteilt, ehe es Genua gelang, das gesamte Territorium zu erobern.
Am 4. April 1297 übertrug Papst Bonifatius VIII. die Insel als Lehen an König Jakob II. von Aragón, der sie aber erst 1323 nach Kämpfen mit Genua und Pisa endgültig besetzen konnte.
1383 gelang es aber dem Judikat Arborea, die Aragonesen zu vertreiben und beinahe die gesamte Insel zu erobern. Erst nach dem Tod Eleonora di Arboreas konnte Aragon wieder Fuß auf Sardinien fassen und bis 1409 das Gebiet erneut unter seine Kontrolle bringen. Aragon erneuerte 1420 den sardischen Reichsstatus und verwaltete es als Vizekönigreich. Nach der Einigung Spaniens war das Reich dann ein Nebenland der Spanischen Krone, unter anderem auch unter Kaiser Karl V.
Im Zuge des Spanischen Erbfolgekrieges wurde die Insel 1714 an Österreich abgetreten, das sie aber bereits 1720 im Tausch gegen Sizilien dem Haus Savoyen überließ. Viktor Amadeus II. nahm daraufhin den höherrangigen sardinischen Königstitel an, womit das eigenständige „Königreich Sardinien“ entstand.
Das Königreich verlor infolge der Französischen Revolution zeitweise seine Besitzungen auf dem Festland, allen voran das Piemont, wo 1799 zunächst die autonome Piemontesische Republik entstand und das 1802 von Frankreich annektiert wurde. Nach dem Sturz Napoléon Bonapartes entstand auf dem Wiener Kongress das „Königreich Sardinien“ neu. Das Königreich umfasste damals die heutigen italienischen Regionen Sardinien, Piemont, Aostatal und Ligurien sowie Savoyen und die Grafschaft Nizza. Nach einer Phase der Restauration wurde der Staat unter dem Druck der Märzrevolution zu einer liberalen konstitutionellen Monarchie und spielte schließlich eine entscheidende Rolle in den italienischen Vereinigungskriegen, indem sich die piemontesischen Herrscher unter dem Ministerpräsidenten Camillo Benso von Cavour an die Spitze der italienischen Nationalbewegung, des Risorgimento stellten. Piemont-Sardinien beteiligte sich deswegen am Krimkrieg gegen Russland auf Seiten des zur Unterstützung des Osmanischen Reichs geschaffenen Bündnisses zwischen Frankreich und Großbritannien. Hierdurch gewann es die Unterstützung Frankreichs und später auch Preußens, um danach im Sardinischen Krieg das durch den Krimkrieg politisch geschwächte Österreich bei der Schlacht von Solferino aus fast ganz Norditalien zu vertreiben. Dadurch wurde der Weg zur italienischen Einigung frei, Viktor Emanuel II. von Sardinien wurde 1861 zum ersten König des vereinten Italiens gekrönt.
Das Königreich Sardinien ging damit im neuen Königreich Italien auf. Turin wurde für vier Jahre Hauptstadt Italiens, bevor diese nach Florenz und schließlich 1871 nach Rom verlegt wurde.